# فرودگاه تاود ریور - ۴۲۲ مایلی بزرگراه آلاسکا
فرودگاه تاود ریور - ۴۲۲ مایلی بزرگراه آلاسکا (به انگلیسی: Toad River/Mile 422 (Alaska Highway) Airport) یک فرودگاه خصوصی است که یک باند فرود شن دارد و طول باند آن ۹۱۴ متر است. این فرودگاه در کشور کانادا قرار دارد و در ارتفاع ۷۳۲ متری از سطح دریا واقع شده است.